# Velfærdsmodel
Velfærdsmodel er betegnelsen for den økonomiske model, politikerne i en velfærdsstat anvender til at fordele velfærdsgoder. Modellen, der anvendes i et land, afgør hvilke områder, der ydes støtte til, og hvilke personer, der har ret til at modtage støtte. En velfærdsstat bedømmes ikke alene på ydelser til borgerne, men tillige på skattefinansierede tilbud, fx indenfor uddannelsessystemet. Det betyder også, at det ikke alene kan afgøres om en stat er en velfærdsstat ud fra hvor mange midler, der bruges på velfærd, men også ud fra hvilke ydelser, der ydes til hvem.

## Former
I den nutidige forskning arbejdes der med tre forskellige velfærdsmodeller. Disse er opstået løbende, ofte som et resultat af politiske kompromisser. De tre modeller er idealtyper, der således ikke kan observeres direkte, men blot er forenklinger af komplekse strukturer. En stat vil ikke nødvendigvis kun benytte sig af principper fra en model, da disse også kan være overlappende. De tre modeller, der også omtales under alternative betegnelser, er: den universelle, den selektive og den residuelle. Navnene dækker over udvælgelsesmetode til hvem, der er berettiget til velfærdsydelserne.

### Sammenligning mellem velfærdsmodellerne
Der er for få eller ingen kildehenvisninger i dette afsnit, hvilket er et problem. Du kan hjælpe ved at angive troværdige kilder til de påstande, som fremføres.

| Velfærdsmodeller | Den universelle velfærdsmodel (Socialdemokratiske model) | Den selektive velfærdsmodel/Socialforsikringsmodel (Konservative model) | Den residuale velfærdsmodel (Liberaliske model) |
| Omfordeling? (horisontal/vertikal/begge?) | Begge | Horisontal. | Ingen. |
| Hvem? Hvilke borgere har ret til velfærdsydelser?                                                                                             | Alle borgere. | Til borgere med tilknytning til arbejdsmarkedet. | Kun til de allersvageste borgere. |
| Markedets rolle? I hvilken grad sikrer markedet borgernes velfærd?                                                                            | Lille rolle. | Moderat rolle. | Stor rolle. |
| Statens rolle? I hvilken grad sikrer staten borgernes velfærd?                                                                                | Stor rolle. | Moderat rolle. Familien sikrer velfærden. | Lille rolle. |
| Civilsamfundets rolle? I hvilken grad sikrer civilsamfundet borgernes velfærd? (familie, private, frivillige) Princip/ grundlæggende værdier? | Lille rolle Lighed, fællesskab og solidaritet. | Stor rolle. Familien. Stabilitet, familier og kristne værdier. | Lille rolle. Markedets effektivitet og individualisme. |
| Finansiering af velfærdsydelser? (primært) | Skatter. | Obligatorisk socialforsikring, uformelle overførelser. | Frivillig socialforsikring, skatter. |
| Geografisk tilknytning? Hvilke lande har elementer af velfærdsmodellerne                                                                      | Skandinavien, Finland og Island. | Tyskland, Frankrig, Italien, Spanien og Grækenland. | USA, Canada, Storbritannien og Australien. |
| Fordele og ulemper? | Fordele: Lige muligheder for alle, utrygheden ved at miste sit arbejde er lille. Sundhed for alle. Ulemper: Høje skatter. Meget bureaukrati. Nemt at udnytte. | Fordele: Sundhed sikret, familien samles Ulemper: Obligatoriske forsikringer kan virke anmassende. Tvunget til at være ved familien. Hvis du bliver ledig mister du meget. | Fordele: Chancer for høj indkomst, ambitiøse borgere. Høj konkurrenceevne. Ulemper: Folk fra lavtstillede familier kan gå spildt, hvis de har evnerne til mere. |

### Den residuale velfærdsmodel
Den liberale eller residuale velfærdsmodel, der benyttes i de angelsaksiske lande, er karakteriseret ved forholdsvis lave skattesatser. Dermed kommer der begrænsede og lave overførselsindkomster og især middelklassen bliver som følge heraf bundet tæt til markedet. Ideen er, at man kun får støtte, hvis man virkelig har brug for det, og således er de fattigste og svageste, der får velfærdsydelserne. Ved brug af denne velfærdsmodel sikrer staten således en minimumslevestandard for befolkningen, men der skabes samtidig en betydelig forskel mellem rig og fattig.

### Den selektive velfærdsmodel
Den selektive velfærdsmodel eller socialforsikringsmodellen sikrer borgernes velfærd gennem obligatoriske socialforsikringsordninger fra arbejdsmarkedet. Da fokus er på samarbejde mellem arbejdsmarkedets parter og staten betegnes den også som den korporative model. Den centraleuropæiske velfærdsmodel fokuserer på fællesskabet. Ydelserne er bestemt af borgerens tilknytning til arbejdsmarkedet over tid, og det er vigtigt at nævne, at modellen bibeholder den konventionelle familietype med hjemmegående husmor og (ene)forsørgende husbond[kilde mangler]. Ældre- og børneomsorg bliver varetaget af gejstlige institutioner, og statens subsidiaritetsprincip gælder kun, når familien ikke længere er i stand til at opretholde en tilværelse. Individets primære fællesskab er familien. Som tidligere nævnt er denne model kendetegnende for mange centraleuropæiske lande, herunder Tyskland, Frankrig og Østrig, hvorfor den også bliver kaldt den kontinentale model.
Specifikt i Tyskland benyttes Bismarck-modellen. I denne betaler hver arbejder en procentdel af sin løn til et forsikringsselskab via sin arbejdsgiver. En lavtlønnet betaler mindre end en højtlønnet, men kun når de er aktive på arbejdsmarkedet. Forsikringen bliver udbetalt, når arbejderen ikke længere er i arbejde.
Velfærdsmodellen er indrettet sådan, at hvis et individ kommer ud for en social begivenhed, skal overførselssystemet (understøttelse fra staten) ikke agere sikkerhedsnet i perioden, hvor individet ikke modtager løn. Det er derimod fællesskaberne, som individet er medlem af, som skal sørge for understøttelsen, hvis det er muligt. Overførselssystemet træder i kraft hvis et individ ikke har fællesskaber som kan bidrage med de nødvendige ydelser. Formålet er at sikre individer med tilknytning til arbejdsmarkedet, med så få midler som muligt.
Overførselsindkomsterne, aka. skatterne, sørger i høj grad for horisontal (pension) omfordeling, og i mindre grad for vertikal omfordeling. Derfor forårsager den selektive model lav skattesats i forhold til den universelle model, som både omfordeler horisontalt og vertikalt. På normalt dansk vil det sige at man er sikret pension, og at man er sin egen lykkes smed, da skatterne er lave og der ikke er omfordeling imellem rig og fattig.
Der er tvungen forsikring: Lønmodtager og arbejdsgiver indbetaler et bidrag til en fælles forsikringen, som så sørger for de nødvendige ydelser. Staten giver også tilskud til denne forsikring.
Et resultat af den korporatistiske model er at sociale skel ofte bliver vedholdende, idet man forsikrer sig gennem sit arbejde og derved får ydelser direkte efter størrelsen af lønnen. Ydermere vil det være en konsekvens af modellen at kvinder bliver dårligere stillet, eftersom de ikke i så høj grad som mændene er på arbejdsmarkedet og derved kun får ydelserne gennem mandens job.

### Den universelle velfærdsmodel
Den skandinaviske (nordiske), socialdemokratiske eller universelle model er præget af omfattende omfordeling og høj skatteprocent. Som navnet antyder, karakteriserer denne model især de skandinaviske lande.
Overførselsindkomster er relativt høje, og der tages hensyn til arbejdsløshed og andre former for problemer gennem en detaljeret socialpolitik og et "sikkerhedsnet". De sociale ydelser er universelle og ikke selektive, således at retten til ydelsen er ens for alle uanset indkomst eller præferencer. Desuden er den skandinaviske velfærdsmodel gennem de høje omfordelinger med til at skabe en stor middelklasse[kilde mangler]. Folkepensionens grundbeløb er et eksempel på en universelle ydelser i Danmark, mens dagpenge ved arbejdsløshed er forsikringsbaserede. Børnefamilieydelsen var tidligere også en universel ydelse, men blev fra 2014 gjort indkomstafhængig. Det universelle velfærd bygger på en meget socialbevidst tankegang om, at et samfund fungerer bedst, når alle dets borgere har de samme muligheder. Tidligere blev Danmark brugt som et eksempel på den universelle velfærdsmodel. I dag (2021) vil man sige, at den danske velfærdsmodel deler mange træk med den universelle model. Men der er sket så mange ændringer i det danske samfund, at det universelle er blevet udvandet. Omfanget af borgere med en sundhedsforsikring og differentierede ydelser på pension og børnefamilieydelse er udtryk for en bevægelse væk fra den universelle model.

## Elementer

### Skattesystem
Skattesystemets opbygning har afgørende betydning for velfærdsmodellen, idet det bestemmer hvilket skattetryk, der er på hvilke borgere. Der kan benyttes høje og lave skattesatser med flad, progressiv og/eller regressiv skat. En progressiv skat vil betyde større grad af omfordeling mellem rige og fattige, hvorimod en flad skat vil cementere forskellene. En høj skat vil give plads til flere velfærdsydelser end en lav skattesats. Modsat vil lave skattesatser ofte give større incitament til at arbejde og dermed sænke arbejdsløsheden.

### Offentlige ydelser
De offentlige ydelser kan variere meget selv inden for den enkelte model. Inden for model kan man se forskelle fra Storbritannien til USA, hvor man i Storbritannien tilbyder et fuldt offentligt finansieret sundhedssystem, National Health Service, mens borgerne i USA må forsikre sig for at være sikret lægehjælp.

### Arbejdsmarkedet
Arbejdsmarkedet er ofte også en del af socialpolitikken. I den korporatistiske model er arbejdsmarkedet meget central, men også andre modeller har betydning for arbejdsmarkedet. Man arbejder i dag bl.a. i Danmark med begrebet flexicurity, der kendetegner et arbejdsmarked, der er fleksibelt samtidig med at lønmodtagerne er sikre, hvis de skulle blive fyret. Det skaber en villighed hos arbejdsgiverne til at ansætte ny arbejdskraft ved små opsving. Dette er ofte implementeret i den universelle model, hvorimod den korporatistiske model, som netop har arbejdsmarkedet meget centralt har et stift arbejdsmarked. Den liberale model går ikke i spænd med flexicurity, da man netop her arbejder ud fra at markedskræfterne skaber job. Flexicurity bliver blandt andet brugt for at undgå hysterese i markedet.